# Храм Цереры (Павловск)
Храм Цереры — замкнутая круглая колоннада в парке Александрова дача, построенная в 1790-х годах под явным влиянием проекта Колоннады Аполлона и утраченная к 1810-м годам. Посвящена Церере — богине плодородия и урожая у древних римлян, её ближайшим аналогом у древних греков является Деметра, у славян — Мать сыра земля. Статуя Цереры или Кибелы в центре колоннады прославляла якобы благоприятствовавшую землепашцам политику Екатерины II, а сама колоннада иллюстрировала часть Сказки о царевиче Хлоре, посвящённую общению с крестьянами.

## Описание

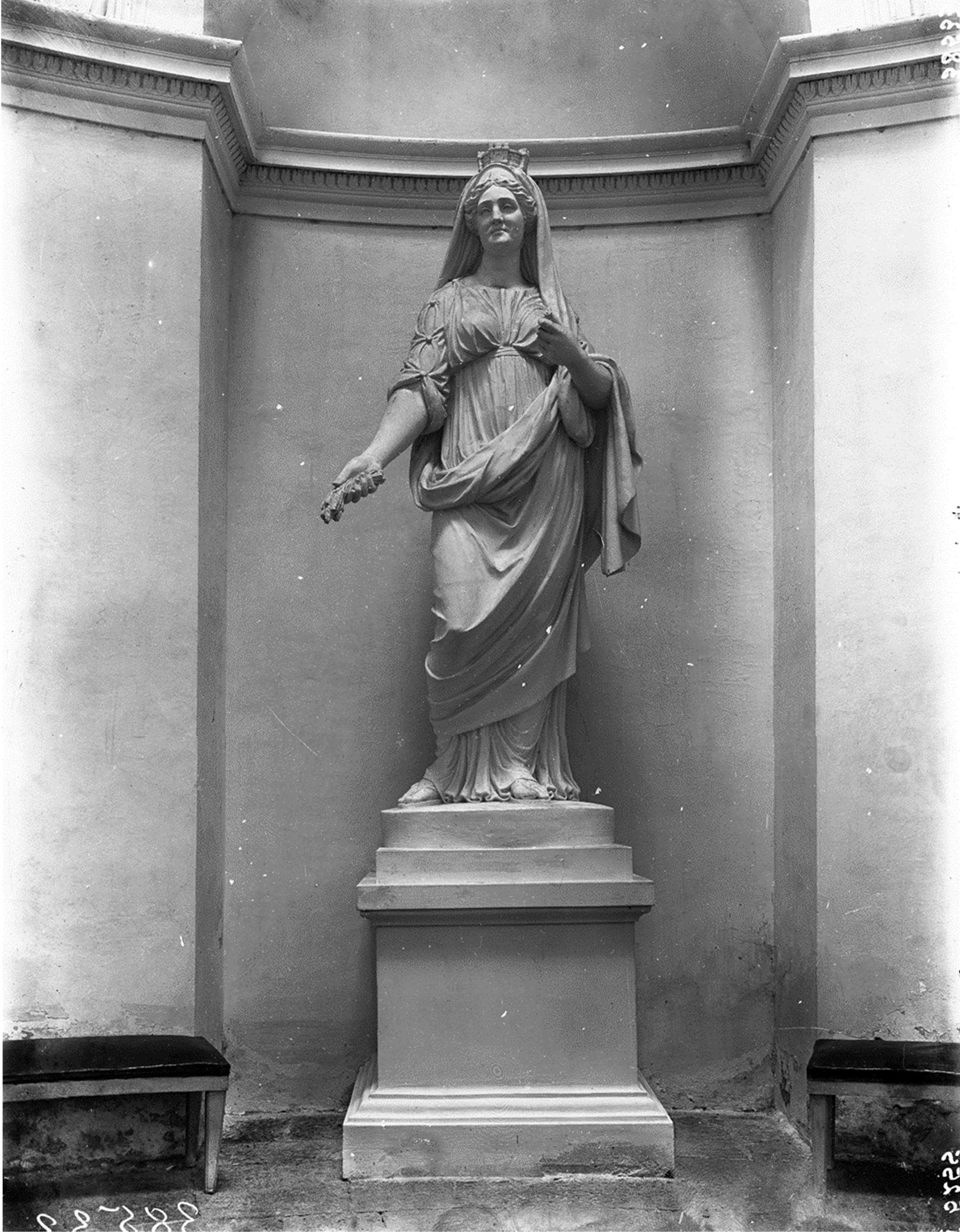
Предполагаемый аналог статуи из Храма Цереры на Александровой даче: статуя в интерьере Храма Дружбы в Павловском парке, изображающая Цереру или Кибелу с отсылкой к образу Екатерины II

Круглая колоннада, подобная Храму Аполлона в Павловском парке на правом берегу реки Тызвы. Коллонада из двенадцати дорических колонн, без баз, объединённых общим антаблементом, окружала площадку, вымощенную камнем. Она завершалась фризом с утопленными гладкими медальонами, ориентированными по осям колонн и карнизом, также декорированным медальонами. Крыша колоннады, плоская, увенчивалась вазами, расставленными над колоннами. Вазы яйцевидной формы, широкие, были покрыты крышками двух видов: высокими и низкими. В центре колоннады на пьедестале находилась статуя богини с серпом и пучком колосьев.

### Статуя
Статуя богини Цереры представлена одетой в хитон (нижнюю рубашку), поверх которой накинут гиматион (накидка в виде плаща), на голове корона, правая нога выгнута вперёд коленом, левая рука несколько согнута в локте, как будто охватывает пучок колосьев. По очертаниям фигура напоминает получившую известность в 1789 году статую Ж. Д. Рашетта, изображающую Екатерину II в виде Цереры. Бронзовый оригинал этой статуи был установлен на даче А. А. Безбородко, с 1875 года находился в Гроте в Царском Селе, был утрачен в годы Великой Отечественной войны, ещё одна гипсовая копия с 1792 года украшала павловский Храм Дружбы и была случайно разбита в 1938 году.

## Значение Храма Цереры в ансамблеАлександровой дачи
В 1961 году в монографии об архитекторе Н. А. Львове значение Храма Цереры в ансамбле Александровой дачи было охарактеризовано в следующих словах:
Дача строилась одновременно с возведением основных построек дворцового ансамбля в Павловске. Всё то стилистически новое, что возникало там, получило отзвук в архитектурном облике Александровой дачи, на основании чего в литературе её авторство иногда приписывалось Камерону. Обнаруженный среди чертежей Львова проектный рисунок этой дачи (см. рис. 11) и изучение архитектурного ансамбля дачи заставляет пересмотреть вопрос её авторства и приводит нас к убеждению, что создателем её был Н. А. Львов.
...

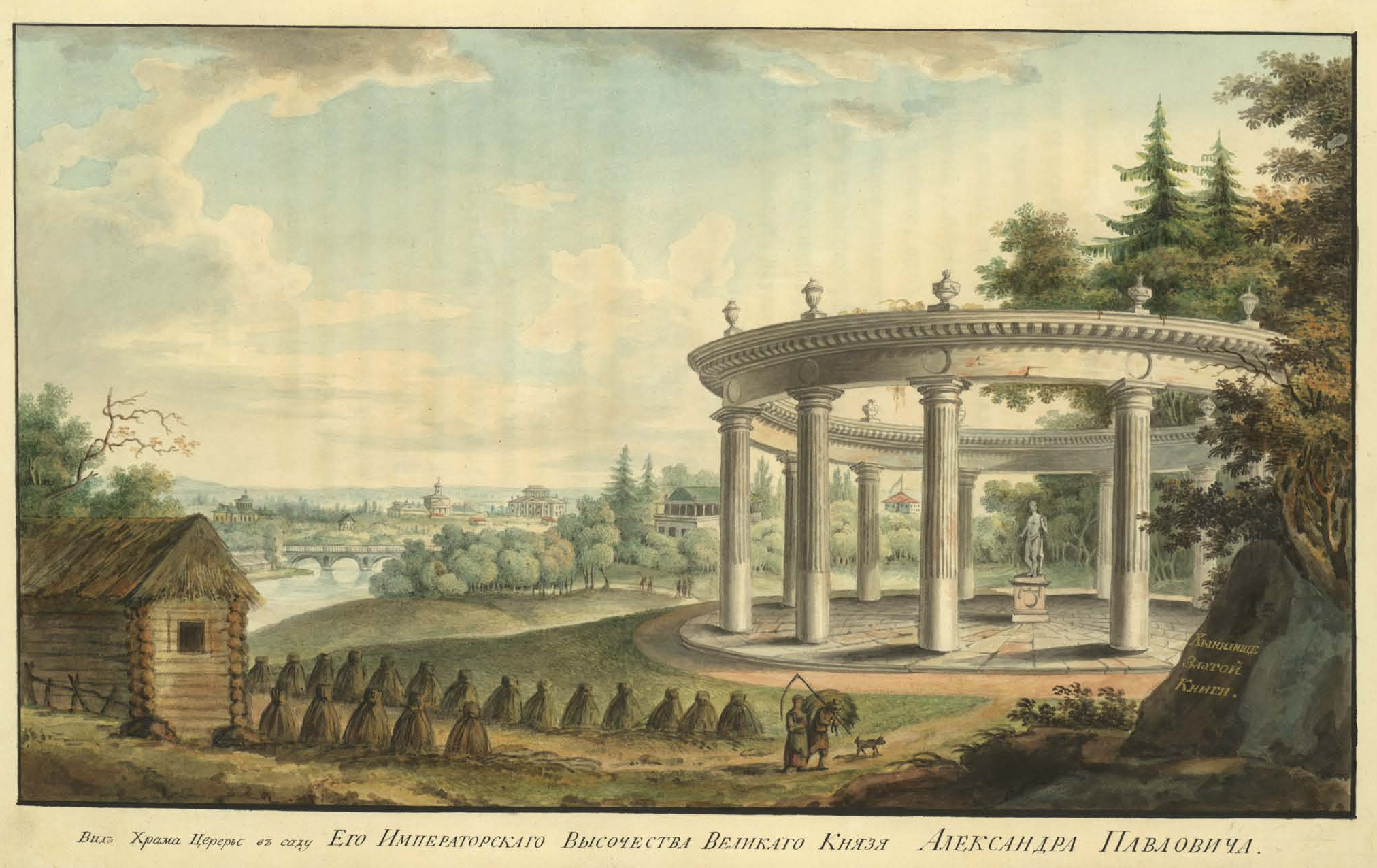
Храм Цереры на Александровой даче, аналог лучшего качества для рис. 84 из цит. изд.

На запад от дома за оврагом, «где мост трофеями стоит одетый», простиралась обширная территория, содержавшая в себе соблазны, предназначенные (по сказке) для испытания будущего государственного мужа. Здесь интересны как сами темы, так и их исполнение. Первая постройка — «намет» известна нам только по описанию Джунковского «Богатство вкруг его изображенно, внутри он убран, как ленива спесь... и место нежно тут и воды красны». Основная группа сооружений этой части дачи олицетворяла земледелие — экономическую основу России того времени, представленное идеализированной сельской жизнью в аллегорических образах. В окружении возделанных полей с хижиной-павильоном, перед которым «из недр Земли огромный камень встал» (символ «Наказа Екатерины II») с источником-ключом вблизи, с пещерой «Нимфы Эгерии» и др., возвышался на холме храм Цереры (рис. 84). Эта группа, такая близкая по теме Львову, имела черты, проявившиеся в последующих его работах, например, в парке усадьбы Знаменское (композиционное сходство одноимённых храмов и скульптур в них; открытый характер композиции; ордер, каннелированный в верхних ⅔ ствола колонны без баз — см. ранние проекты Львова, как Арпачёво и др.; модульный карниз дорического ордера; вазы, венчающие колоннаду).
«От сельска жительства», минуя мосты и водопад, дорога подводила к храму-ротонде — конечной цели пути.
... 

Молодой зодчий, только что творчески обогащёенный путешествиями по Западной Европе, окрылённый успехами первых работ по заказам Екатерины II, с большим вдохновением и фантазией нарисовал этот парковый ансамбль. Тема «Работа сельская, Цереры дар» нашла здесь своё яркое воплощение.

В аллегорическом и поэтическом описании Александровой дачи, изданном в 1793 году С. С. Джунковским есть строки, описывающие символическое значение и окрестности павильона:
 Отселѣ по пути стоитъ жилище,

 Не домъ, то хижиной народъ зоветъ;
Вокругъ его земля покрыта пищей,
Въ немъ трудолюбїе и миръ живетъ.
Не на пескѣ, на камнѣ утверждаясь,
Не блескомъ здѣсь, но истиной питаясь,
Селяне такъ покойныхъ ищутъ дней.
Ихъ руки грубыя хранятъ гражданство,
Содержатъ въ красотѣ своей дворянство,
Покрыты ихъ трудомъ столы Царей.

* * *
Предъ симъ убѣжищемъ души смиренной
Изъ нѣдръ земли огромный камень всталъ;
Онъ будетъ, какъ кивотъ драгой, нетлѣнной,
Закона Росскаго хранить скрыжаль:
Въ ней писана, вознесена всѣхъ доля;
То чувствуя усердный житель поля,
Въ ковчегѣ семъ Наказъ священный чтитъ;
Благодаря, весь златомъ покрываетъ,
Что потъ ему нетщетный доставляетъ;
Среди трудовъ душей ФЕЛИЦУ зритъ.
* * *
Но вдругъ стезя долины оставляетъ,
Возносится, и въ бѣлый вводитъ храмъ;
Искуство на столпахъ свой перстъ являетъ,
Природа вкусъ растлала по полямъ,
Величественъ во храмѣ видъ Богини,
Что нѣкогда Аѳинскїя пустыни
Украсила, дала невѣждамъ свѣтъ,
Да Земледѣлїю олтарь здѣсь станетъ!
Да тучная роса на нивы канетъ!
А взоромъ все ФЕЛИЦЫ возрастетъ.
* * * На мѣстѣ семъ невидны изумруды,

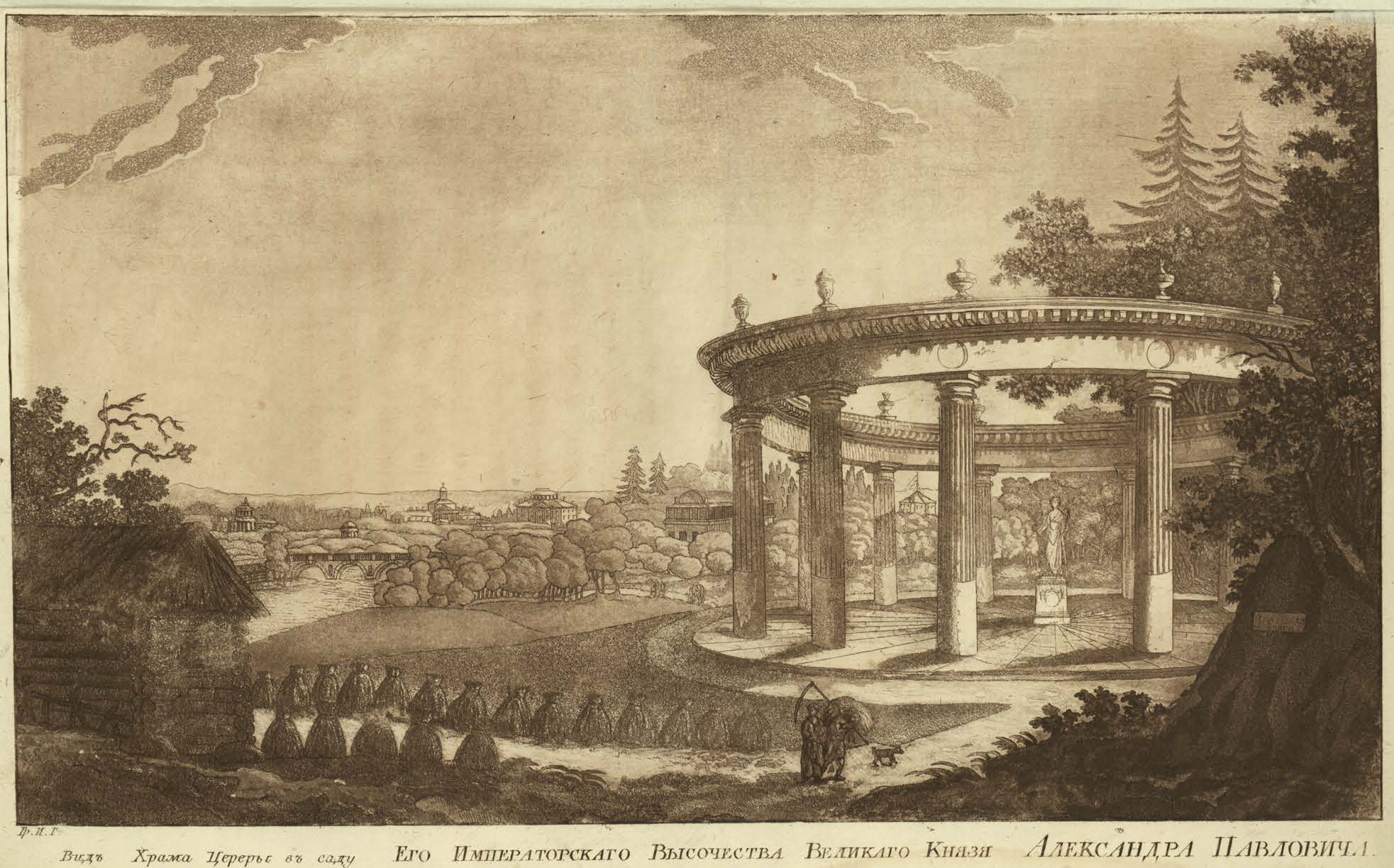
Видъ Храма Цереры въ саду Его Императорскаго Высочества Великаго Князя Александра Павловича.

 Въ картинѣ сей сапфиры не блестятъ;
Богатый краситъ злакъ земныя груды,
Лазуревы цвѣты луга пестрятъ,
Здѣсь капли утренни лучи сбирая,
И классовъ движимыхъ волна златая
Алмазъ съ порфирою являютъ вдругъ.
Хоть пышностью придворной не одѣты,
ФЕЛИЦЫ любитъ Внукъ сїи предмѣты,
Онъ внемлетъ Ей; Ему Разсудокъ другъ.
* * *
Блаженство общества, Монарховъ слава,
Работа сельская, Цереры даръ!
Подпора здравїя, души забава;
Покоренъ хладъ тебѣ, покоренъ жаръ;
Естественны, добры твои законы,
Камиллы храбрые, тебѣ Катоны
Неустыдилися воздати честь.
Да взглянутъ на тебя, какъ должно, окомъ,
Что на бугрѣ честей крутомъ, высокомъ,

 Забывшись иногда, вкушаютъ лесть!

## Проблема авторства проекта
Существует достоверно определяемый как созданный Н. А. Львовым рисунок колоннады. Этот факт положен в основу версии о его авторстве проекта, развитой в монографии 1961 года об этом архитеткоре. 
Обнаруженный в архиве Воронцовых эскизный рисунок Н. А. Львова с изображением ансамбля Александровой дачи близ Павловска (рис. 11), строившейся в начале 1780-х годов для внуков Екатерины II и приписывавшейся некоторыми исследователями Камерону, заставил нас пересмотреть вопрос об её авторстве и решить его в пользу Львова. Не имея никаких документальных сведений о создателе этого ансамбля, мы пришли к такому заключению по ряду косвенных данных и по сопоставлению некоторых сооружений Александровой дачи с достоверными произведениями Н. А. Львова.
Уже самая мысль осуществить ансамбль в виде архитектурной иллюстрации к «Сказке о царевиче Хлоре», написанной Екатериной II для поучения своего малолетнего внука Александра, заставляет искать автора проекта среди русских людей. В начале 1780-х годов Н. А. Львов, как мы видели, выполнял ряд правительственных заказов. Литературные данные о том, что устройство дачи и увеселительного сада для великих князей было поручено Екатериной II А. А. Самборскому (учителю Александра), лицу, близкому Львову и кругу его друзей и покровителей, наводит на мысль, что именно Львов был привлечён к строительству Александровой дачи. Планировка ансамбля и его отдельные памятники говорят о большом искусстве зодчего. Документы периода завершения строительства дают косвенные указания на то, что Камерон не был причастен к работам на Александровой даче. В своих рапортах о работах шотландских каменщиков в Царском Селе за 1787 год он числит пять человек в прогуле, на что имеется ответное пояснение Конторы строений села Царского, что означенные каменотёесы находятся «у исправления каменотёесных работ на Александровой даче». Из этого явствует, что работы там производились без ведома Камерона.

Композиция ансамбля, отдельные его сооружения и некоторые архитектурные детали носят характерные для Львова черты, что даёт нам право причислить Александрову дачу к творчеству Львова.
Также известна тиражированная в нескольких версиях гравюра, в том числе раскрашенная, происходящая из издания С. С. Джунковского. 

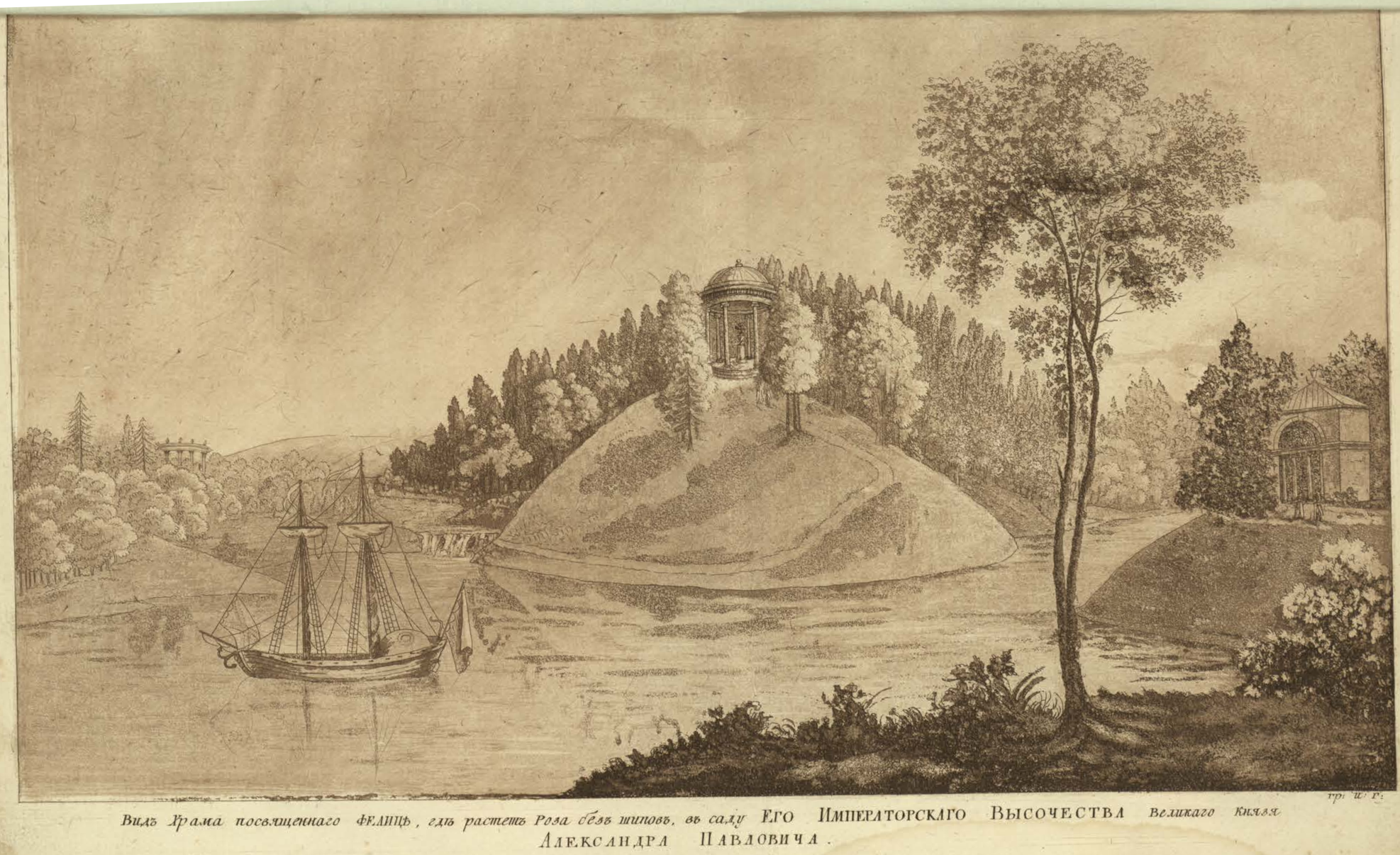
Неразборчивое изображение Храма Цереры на заднем плане

Зарисовки Колоннады, выполненные Джакомо Кваренги в настоящий момент не опубликованы, хотя известны черновики писем Кваренги генералу Салтыкову, в трёх из которых идет речь о строительстве Александровой дачи, что подтвердило руководство работами по созданию ансамбля. Авторство Кваренги, таким образом, устанавливается косвенно.
Старший научный сотрудник ГМЗ «Павловск» Н. И. Громова, называя «Храм Цереры» одной из интереснейших построек Александровой дачи, наряду с павильонами «Роза без шипов», «Эхо» и ротондой на островке пруда, относит их к постройкам, выполненным по проектам Ч. Камерона.

## Прилегающие объекты
Поле на южном берегу Тызвы и восточнее меридиана Храма розы без шипов, расположенное вблизи колоннады называлось Нивой тружеников.
Рядом с колоннадой располагался попавший на изображения в книгах Джунковского огромный камень с надписью, отсылающей к «Наказу...» Екатерины II, называемый камень «Наказа...».
Переход Тызвы в сторону Храма Розы без шипов и Храма Флоры и Помоны был возможен по устроенному на Тызве низкому бызымянному каскаду, аналогичному низкой новошалейной плотине на Новошалейных прудах.

## Утрата колоннады
Колоннада была утрачена, предположительно демонтирована, в первые годы царствования Павла I как символический объект прославляющий политику его матери Екатерины II.
Колоннада не упоминается как существующая позднее 1810-х годов, все позднейшие изображения восходят к иллюстрациям из книг Джунковского.
Н. И. Громова предполагала, что павильон был разрушен в середине XIX века.

### Первоисточники

#### Сказка о царевиче Хлоре
- Екатерина II. Сказка о царевичѣ Хлорѣ. — СПб.: Тип. Акад. наукъ, 1782.
- Екатерина II. Сказка о царевиче Хлоре  в современной орфографии с редакционными пояснениями слов.

#### Поэма Джунковского
Полную библиографию см. в основной статье.

### Исследовательская и производная литература
- Громова Н. И. Александрова дача. 1956. На правах рукописи (копия музей истории Павловска).
- Павловск. Императорский дворец. Т. 2: Павловский парк / Ред.- сост. Третьяков Н. С. — СПб.: АРТ-ПАЛАС, 2005.
- Выжевский С. В. Александрова дача и 220 лет её истории. - Павловск: Павел, 2013.
- Выжевский С. В. Александрова дача: обстоятельства её создания и архитектор Дж. Кваренги // Царское Село на перекрёстке времен и судеб. XVI Царскосельская научная конференция. - Ч. 1. - СПб., 2010. - С. 126-146.
- Семёнова Г. В. Александрова дача в культурном ландшафте Царского Села и Павловска // Памятники истории и культуры Санкт-Петербурга. Краеведческие записки. Исследования и материалы. Выпуск девятый. - СПб.: Белое и черное, 2003. С. 122-141.